# Kerstin Knabe
Kerstin Knabe (dekliški priimek Claus), nemška atletinja, * 7. julij 1959, Oschatz, Vzhodna Nemčija.
Nastopila je na poletnih olimpijskih igrah v letih 1980 in 1988, leta 1980 je osvojila četrto mesto v teku na 100 m z ovirami. Na svetovnih prvenstvih je osvojila srebrno medaljo v isti disciplini leta 1983, na evropskih prvenstvih bronasto medaljo leta 1982, na evropskih dvoranskih prvenstvih pa naslov prvakinje v teku na 60 m z ovirami leta 1982 ter srebrno in bronasto medaljo.